# Hongarije op de Olympische Zomerspelen 2012

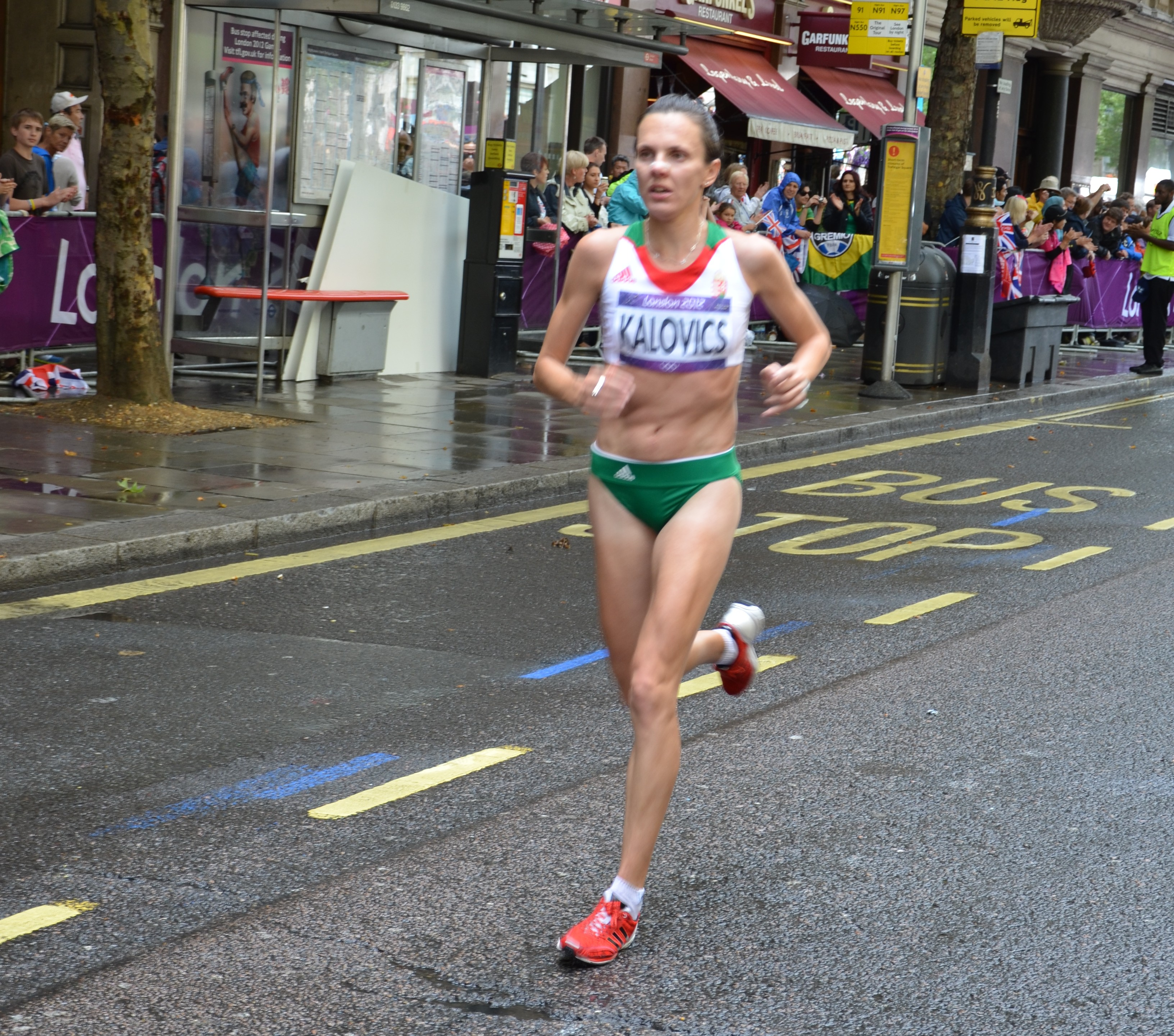
Anikó Kálovics in de olympische marathon voor vrouwen

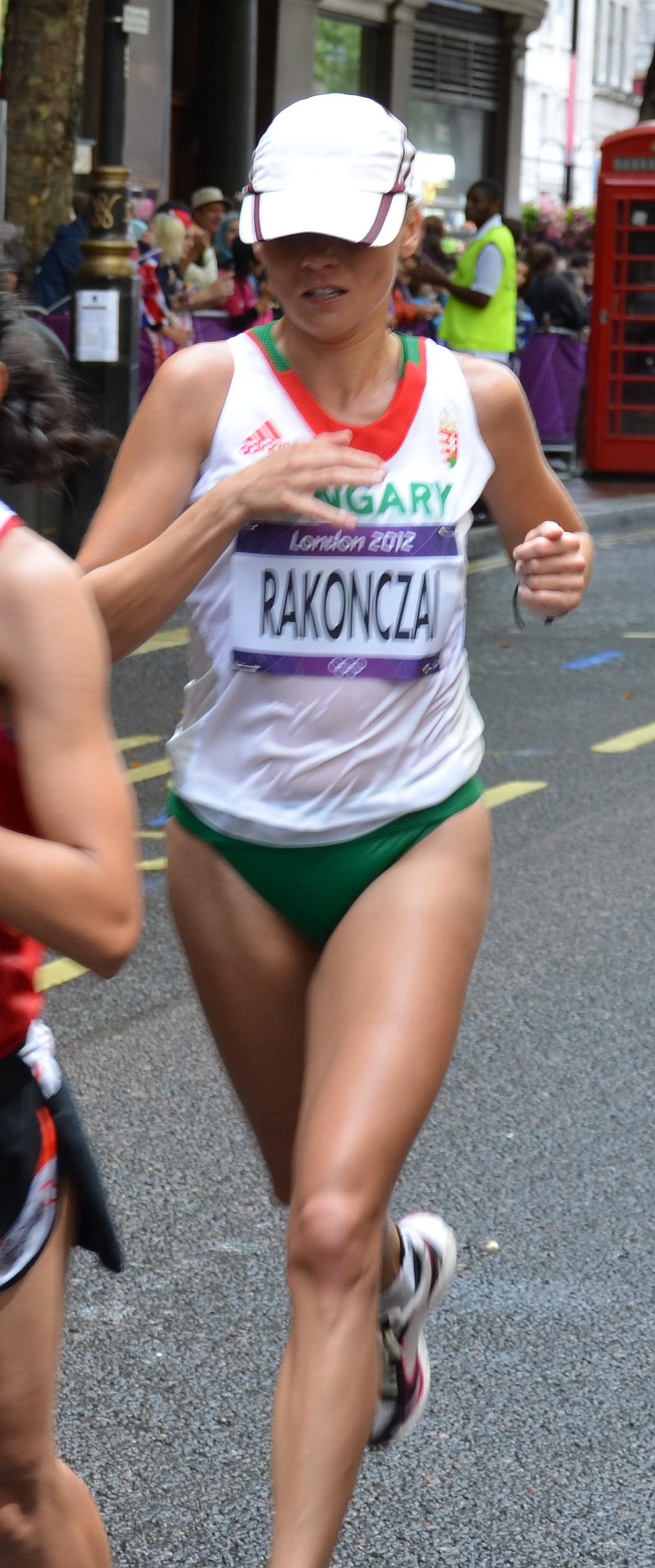
Beata Rakonczai in de olympische marathon voor vrouwen

Hongarije nam deel aan de Olympische Zomerspelen 2012 in Londen, Verenigd Koninkrijk.

## Medailleoverzicht
| Sport            | Olympiër                                                      | Onderdeel                | Medaille |
| ---------------- | ------------------------------------------------------------- | ------------------------ | -------- |
| Atletiek         | Krisztián Pars                                                | kogelslingeren (m)       | Goud     |
| Gymnastiek       | Krisztián Berki                                               | paard voltige (m)        | Goud     |
| Kanovaren        | Rudolf Dombi Roland Kökény                                    | K-2 1000m (m)            | Goud     |
| Kanovaren        | Danuta Kozák                                                  | K-1 500m (v)             | Goud     |
| Kanovaren        | Krisztina Fazekas Katalin Kovács Danuta Kozák Gabriella Szabó | K-4 500m (c)             | Goud     |
| Schermen         | Áron Szilágyi                                                 | sabel (m)                | Goud     |
| Zwemmen          | Dániel Gyurta                                                 | 200m schoolslag (m)      | Goud     |
| Zwemmen          | Eva Risztov                                                   | 10km open water (v)      | Goud     |
| Judo             | Miklós Ungvári                                                | -66kg (m)                | Zilver   |
| Kanovaren        | Zoltán Kammerer Tamás Kulifai Dániel Pauman Dávid Tóth        | K-4 1000m (m)            | Zilver   |
| Kanovaren        | Natasa Dusev-Janics Katalin Kovács                            | K-2 500m (v)             | Zilver   |
| Worstelen        | Tamás Lőrincz                                                 | -66kg Grieks-Romeins (m) | Zilver   |
| Judo             | Éva Csernoviczki                                              | -48kg (v)                | Brons    |
| Kanovaren        | Natasa Dusev-Janics                                           | K-1 200m (v)             | Brons    |
| Moderne vijfkamp | Ádám Marosi                                                   | mannen                   | Brons    |
| Worstelen        | Péter Módos                                                   | -55kg Grieks-Romeins (m) | Brons    |
| Worstelen        | Gábor Hatos                                                   | -74kg vrije stijl (m)    | Brons    |
| Zwemmen          | László Cseh                                                   | 200m wisselslag (m)      | Brons    |

## Deelnemers en resultaten
(m) = mannen, (v) = vrouwen

### Atletiek
| Olympiër          | Onderdeel              | Resultaat | Prestatie |
| ----------------- | ---------------------- | --------- | --- |
| Marcell Deák-Nagy | 400m (m)               | 32e       | serie 6: 4de in 46,17 |
| Tamás Kazi        | 800m (m)               | 35e       | serie 3: 6de in 1.47,10 |
| Balázs Baji       | 110m horden (m)        | 35e       | serie 6: 4de in 13,76 |
| Dániel Kiss       | 110m horden (m)        | 27e       | serie 5: 6de in 13,62 |
| Albert Minczér    | 3000m steeplechase (m) | 31e       | serie 3: 11de in 8.40,74 |
| Tamás Kovács      | marathon (m)           | 72e       | 2:27.48 |
| Máté Helebrandt   | 20km snelwandelen (m)  | 32e       | 1:23.32 |
| Lajos Kürthy      | kogelstoten (m)        | 21e       | kwalificatie groep A: 10de met 19,65m |
| Krisztián Pars    | kogelslingeren (m)     | Goud      | kwalificatie groep B: 1ste met 79,37m finale: 1ste met 80,59m |
| Attila Szabó      | tienkamp (m)           | 24e       | 7581 punten 0827 op 100 m (11,15) 0804 met verspringen (6,96 m) 0724 met kogelstoten (13,93 m) 0714 met hoogspringen (1,90 m) 0777 op 400 m (40,83) 0859 op 110 m horden (14,92) 0770 met discuswerpen (45,14 m) 0790 met polsstokhoogspringen (4,60 m) 0720 met speerwerpen (58,84 m) 0596 op 1500 m (4.53,81) |
|                   |                        |           | |
| Zsofia Erdelyi    | marathon (v)           | 92e       | 2:44.45 |
| Anikó Kálovics    | marathon (v)           | 95e       | 2:45.55 |
| Beata Rakonczai   | marathon (v)           | 85e       | 2:41.20 |
| Viktória Madarász | 20km snelwandelen (v)  | 41e       | 1:34.48 |
| Anita Márton      | kogelstoten (v)        | 24e       | kwalificatie groep A: 11de met 17,48m |
| Vanda Juhász      | speerwerpen (v)        | 36e       | kwalificatie groep B: 20ste met 50,01m |
| Éva Orbán         | kogelslingeren (v)     | 17e       | kwalificatie groep B: 9de met 68,64m |
| Györgyi Farkas    | zevenkamp (v)          | 22e       | 6013 punten 0932 op 100 m horden (14,33) 0978 met hoogspringen (1,80) 0764 met kogelstoten (13,55 m) 0822 op 200 m (25,72) 0871 met verspringen (6,07 m) 0793 met speerwerpen (46,82 m) 0853 op 800 m (2.17,83)                                                                                                 |

### Boksen
| Olympiër      | Onderdeel | Resultaat | Prestatie |
| ------------- | --------- | --------- | --- |
| Miklós Varga  | -49kg (m) | 17e       | 1ste ronde: V van LTU Petrauskas: 12-20                                                                          |
| Gyula Káté    | -64kg (m) | 9e        | 1ste ronde: W van EGY Mohamed: 16-10 2de ronde: V van ITA Mangiacapre: 14-20                                     |
| Zoltán Harcsa | -75kg (m) | 5e        | 1ste ronde: W van VEN Espinoza: 16-13 2de ronde: W van NAM Kasuto: 16-7 kwartfinale: V van BRA Florentino: 10-14 |

### Gewichtheffen
| Olympiër   | Onderdeel  | Resultaat | Prestatie                                                   |
| ---------- | ---------- | --------- | ----------------------------------------------------------- |
| Péter Nagy | +105kg (m) | 11e       | trekken: 8de met 191kg stoten: 11de met 225kg totaal: 416kg |

### Gymnastiek
| Olympiër        | Onderdeel                | Resultaat | Prestatie |
| --------------- | ------------------------ | --------- | --- |
| Krisztián Berki | paard voltige (m)        | Goud      | kwalificatie: 5de met 15,033 punten finale: 1ste met 16,066 punten                                                                |
| Vid Hidvégi     | paard voltige (m)        | 8e        | kwalificatie: 3de met 15,100 punten finale: 8ste met 14,300 punten                                                                |
|                 |                          |           | |
| Dorina Böczögő  | meerkamp individueel (v) | 49e       | kwalificatie: 49ste met 50,599 punten vloer: 13,200 punten sprong: 11,600 punten brug ongelijk: 13,166 punten balk: 12,633 punten |

### Handbal
| Olympiër | Onderdeel | Resultaat | Prestatie |
| --- | --------- | --------- | --- |
| Gábor Császár Nandor Fazekas Péter Gulyás Gergely Harsányi Ferenc Ilyés Balázs Laluska Máté Lékai Roland Mikler Tamás Mocsai László Nagy Carlos Pérez Barna Putics Timuzsin Schuch Attila Vadkerti Szabolcs Zubai | mannen    | 4e        | groep B: 4de V van Denemarken: 25-27 W van Zuid-Korea: 22-19 V van Kroatië: 19-26 V van Spanje: 22-33 W van Servië: 26-23 kwartfinale: W van IJsland: 34-33 halve finale: V van Zweden: 26-27 bronzen finale: V van Kroatië: 26-33 |

| Groep B |            |             |             |             |             |            |            |            |        |
| #       | Land       | Wedstrijden | Wedstrijden | Wedstrijden | Wedstrijden | Doelpunten | Doelpunten | Doelpunten | Punten |
| #       | Land       | G           | W           | G           | V           | V          | T          | Saldo      | Punten |
| 1       | Kroatië    | 5           | 5           | 0           | 0           | 150        | 109        | +41        | 10     |
| 2       | Denemarken | 5           | 4           | 0           | 1           | 124        | 129        | -5         | 8      |
| 3       | Spanje     | 5           | 3           | 0           | 2           | 140        | 126        | +14        | 6      |
| 4       | Hongarije  | 5           | 2           | 0           | 3           | 114        | 128        | -14        | 4      |
| 5       | Servië     | 5           | 1           | 0           | 4           | 120        | 131        | -11        | 2      |
| 6       | Zuid-Korea | 5           | 0           | 0           | 5           | 115        | 140        | -25        | 0      |

| Ronde          | Datum  | Plaats     | Land  | Score      | Land |
| -------------- | ------ | ---------- | ----- | ---------- | ---- |
| Groepsfase     |        |            |       |            |      |
| 29 juli        | Londen | Hongarije  | 25-27 | Denemarken |      |
| 31 juli        | Londen | Zuid-Korea | 19-22 | Hongarije  |      |
| 2 augustus     | Londen | Kroatië    | 26-19 | Hongarije  |      |
| 4 augustus     | Londen | Hongarije  | 22-33 | Spanje     |      |
| 6 augustus     | Londen | Hongarije  | 26-23 | Servië     |      |
| Kwartfinale    |        |            |       |            |      |
| 8 augustus     | Londen | IJsland    | 33-34 | Hongarije  |      |
| Halve finale   |        |            |       |            |      |
| 10 augustus    | Londen | Hongarije  | 26-27 | Zweden     |      |
| Bronzen finale |        |            |       |            |      |
| 12 augustus    | Londen | Hongarije  | 26-33 | Kroatië    |      |

### Judo
| Olympiër         | Onderdeel  | Resultaat | Prestatie |
| ---------------- | ---------- | --------- | --- |
| Miklós Ungvári   | -66kg (m)  | Zilver    | 1ste ronde: W van AFG Faizzada: ippon 2de ronde: W van BIZ Sanchez: ippon 3de ronde: W van SLO Drakšič: yuko kwartfinale: W van POL Zagrodnik: yuko halve finale: W van ESP Uriarte: yuko finale: V van GEO Shavdatuashvili: yuko |
| László Csoknyai  | -81kg (m)  | 9e        | 1ste ronde: vrij 2de ronde: W van INA Wiradamungga: waza-ari 3de ronde: V van KOR Kim: yuko |
| Tamás Madarász   | -90kg (m)  | 9e        | 1ste ronde: vrij 2de ronde: V van UZB Choriev: ippon |
| Barna Bor        | +100kg (m) | 7e        | 1ste ronde: W van NED Verbij: yuko 2de ronde: W van MAR Malki: ippon kwartfinale: V van GER Tölzer: yuko herkansingen: V van BRA Silva: jury-beslissing                                                                           |
|                  |            |           | |
| Éva Csernoviczki | -48kg (v)  | Brons     | 1ste ronde: vrij 2de ronde: W van NED Ente: yuko kwartfinale: V van BEL Van Snick: ippon herkansingen: W van CHN Wu: waza-ari bronzen finale: W van JPN Fukumi: ippon                                                             |
| Hedvig Karakas   | -57kg (v)  | 5e        | 1ste ronde: W van ESP Bellorín: ippon 2de ronde: W van BRA Silva: ippon kwartfinale: V van ROU Căprioriu: jury-beslissing herkansingen: W van RUS Zabludina: yuko bronzen finale: V van FRA Pavia: yuko                           |
| Anett Mészáros   | -70kg (v)  | 9e        | 1ste ronde: vrij 2de ronde: V van GER Thiele: jury-beslissing |
| Abigél Joó       | -78kg (v)  | 5e        | 1ste ronde: vrij 2de ronde: W van GAB Koumba: ippon kwartfinale: V van USA Harrison: ippon herkansingen: W van POL Pogorzelec: ippon bronzen finale: V van FRA Tcheuméo: ippon                                                    |

### Kanovaren
| Olympiër                                                      | Onderdeel     | Resultaat | Prestatie                                                                           |
| ------------------------------------------------------------- | ------------- | --------- | ----------------------------------------------------------------------------------- |
| Attila Vajda                                                  | C-1 200m (m)  | 11e       | serie 4: 5de in 44,761 halve finale 3: 5de in 42,970 finale B: 3dein 44,466         |
| Attila Vajda                                                  | C-1 1000m (m) | 6e        | serie 1: 2de in 3.59,853 halve finale 1: 2de in 3.52,365 finale: 6de in 3.50,926    |
| Miklós Dudás                                                  | K-1 200m (m)  | 6e        | serie 2: 3de in 35,323 halve finale 2: 3de in 35,993 finale: 6de in 36,830          |
| Rudolf Dombi Roland Kökény                                    | K-2 1000m (m) | Goud      | serie 2: 1ste in 3.11,393 finale: 1ste in 3.09,646                                  |
| Zoltán Kammerer Tamás Kulifai Dániel Pauman Dávid Tóth        | K-4 1000m (m) | Zilver    | serie 2: 1ste in 2.54,153 finale: 2de in 2.55,699                                   |
|                                                               |               |           |                                                                                     |
| Natasa Dusev-Janics                                           | K-1 200m (v)  | Brons     | serie 1: 1ste in 41,221 halve finale 3: 1ste in 40,570 finale: 3de in 45,128        |
| Danuta Kozák                                                  | K-1 500m (v)  | Goud      | serie 2: 1ste in 1.52,828 halve finale 2: 1ste in 1.50,469 finale: 1ste in 1.51,456 |
| Natasa Dusev-Janics Katalin Kovács                            | K-2 500m (v)  | Zilver    | serie 3: 1ste in 1.43,984 halve finale 1: 2de in 1.41,613 finale: 2de in 1.43,278   |
| Krisztina Fazekas Katalin Kovács Danuta Kozák Gabriella Szabó | K-4 500m (v)  | Goud      | serie 1: 1ste in 1.35,769 finale: 1ste in 1.30,827                                  |

### Moderne vijfkamp
| Olympiër       | Onderdeel | Resultaat | Prestatie |
| -------------- | --------- | --------- | --- |
| Róbert Kasza   | mannen    | 12e       | 5676 punten 0880 met schermen (floret; 20-15; 6e) 1344 met zwemmen (200 m vrij; 2.01,59; 7e) 1200 met paardrijden (sprinconcours; 0 strafpunten; 1e) 2252 op combinatie (10 m luchtpistool/3000 m; 11.27,85; 32e)           |
| Ádám Marosi    | mannen    | Brons     | 5836 punten 0880 met schermen (floret; 20-15; 6e) 1336 met zwemmen (200 m vrij; 2.02,08; 8e) 1200 met paardrijden (sprinconcours; 0 strafpunten; 1e) 2420 op combinatie (10 m luchtpistool/3000 m; 10.45,72; 12e)           |
|                |           |           | |
| Sarolta Kovács | vrouwen   | 33e       | 4396 punten 0664 met schermen (floret; 11-24; 32e) 1264 met zwemmen (200 m vrij; 2.08,11; 1e) 0520 met paardrijden (sprinconcours; 680 strafpunten; 31e -dnf-) 1948 op combinatie (10 m luchtpistool/3000 m; 12.43,69; 26e) |
| Adrienn Tóth   | vrouwen   | 24e       | 5084 punten 0976 met schermen (floret; 24-11; 2e) 1156 met zwemmen (200 m vrij; 2.17,32; 12e) 1100 met paardrijden (sprinconcours; 100 strafpunten; 24e) 1852 op combinatie (10 m luchtpistool/3000 m; 13.07,33; 31e)       |

### Roeien
| Olympiër                  | Onderdeel              | Resultaat | Prestatie |
| ------------------------- | ---------------------- | --------- | --- |
| Domonkos Széll Béla Simon | twee-zonder (m)        | 13e       | serie 1: 5de in 6.46,18 herkansingen: 4de in 6.27,88                                                         |
| Zsolt Hirling Tamás Varga | lichte dubbel-twee (m) | 11e       | serie 3: 4de in 6.39,80 herkansingen: 2de in 6.32,31 halve finale 2: 5de in 6.42,81 finale B: 5de in 6.39,98 |

### Schermen
| Olympiër      | Onderdeel  | Resultaat | Prestatie |
| ------------- | ---------- | --------- | --- |
| Géza Imre     | degen (m)  | 9e        | 1ste ronde: W van MAR El Haouari: 15-8 2de ronde: V van NOR Piasecki: 7-15 |
| Áron Szilágyi | sabel (m)  | Goud      | 1ste ronde: vrij 2de ronde: W van MAS Kean: 15-1 3de ronde: W van CHN Zhong: 15-10 kwartfinale: W van GER Hartung: 15-13 halve finale: W van RUS Kovaljov: 15-7 finale: W van ITA Ochhiuzzi: 15-8 |
|               |            |           | |
| Emese Szász   | degen (v)  | 17e       | 1ste ronde: vrij 2de ronde: V van KOR Choi: 12-15 |
| Aida Mohamed  | floret (v) | 9e        | 1ste ronde: vrij 2de ronde: W van USA Prescod: 15-10 3de ronde: V van KOR Nam: 7-8 |

### Schietsport
| Olympiër       | Onderdeel               | Resultaat | Prestatie                                                                      |
| -------------- | ----------------------- | --------- | ------------------------------------------------------------------------------ |
| Péter Sidi     | 10m luchtgeweer (m)     | 13e       | kwalificatie: 13de met 594 punten (99-98-100-100-99-98)                        |
| Péter Sidi     | 50m kkg 3-houdingen (m) | 6e        | kwalificatie: 8ste met 1168 punten (394-389-385) finale: 6de met 1269.0 punten |
| Péter Sidi     | 50m kkg liggend (m)     | 11e       | kwalificatie: 11de met 595 punten (100-100-99-98-100-98)                       |
| Richárd Bognár | dubbeltrap (m)          | 6e        | kwalificatie: 6de met 137 punten (44-49-44) finale: 6de met 182 punten         |
|                |                         |           |                                                                                |
| Zsófia Csonka  | 25m pistool (v)         | 6e        | kwalificatie: 6de met 584 punten (291-293) finale: 6de met 784,0 punten        |
| Zsófia Csonka  | 1 m luchtpistool (v)    | 16e       | kwalificatie: 16de met 381 punten (98-96-94-93)                                |

### Schoonspringen
| Olympiër     | Onderdeel    | Resultaat | Prestatie                          |
| ------------ | ------------ | --------- | ---------------------------------- |
| Nóra Barta   | 3m plank (m) | 25e       | voorronde: 25ste met 257,70 punten |
| Flóra Gondos | 3m plank (m) | 22e       | voorronde: 22ste met 266,45 punten |

### Synchroonzwemmen
| Olympiër                 | Onderdeel | Resultaat | Prestatie                                                                                        |
| ------------------------ | --------- | --------- | ------------------------------------------------------------------------------------------------ |
| Eszter Czékus Szofi Kiss | duet      | 21e       | totaal: 158,480 punten technische routine: 79,400 punten vrije routine, voorronde: 79,080 punten |

### Tafeltennis
| Olympiër        | Onderdeel     | Resultaat | Prestatie |
| --------------- | ------------- | --------- | --- |
| Ádám Pattantyús | enkelspel (m) | 49e       | voorronde: vrij 1ste ronde: V van AUS Henzell: 1-4 (11-13, 8-11, 9-11, 11-6, 9-11) |
| Dániel Zwickl   | enkelspel (m) | 17e       | voorronde: vrij 1ste ronde: W van DEN Bentsen: 4-1 (11-9, 11-7, 12-10, 4-11, 11-8) 2de ronde: W van SRB Karakašević; 4-1 (12-10, 12-10, 10-12, 11-8, 12-10) 3de ronde: V van TPE Chaung: 0-4 (8-11, 8-11, 6-11, 9-11) |
|                 |               |           | |
| Georgina Póta   | enkelspel (v) | 17e       | voorronde: vrij 1ste ronde: vrij 2de ronde: W van CRO Tian: 4-1 (11-13, 11-4, 11-2, 12-10, 11-2) 3de ronde: V van KOR Park: 1-4 (11-3, 8-11, 8-11, 6-11, 9-11)                                                        |
| Krisztina Tóth  | enkelspel (v) | 33e       | voorronde: vrij 1ste ronde: W van VEN Ramos: 4-3 (11-9, 9-11, 9-11, 12-14, 11-5, 11-9, 12-10) 2de ronde: V van TPE Chen: 3-4 (12-10, 11-7, 11-7, 13-15, 5-11, 5-11, 11-13)                                            |

### Tennis
| Olympiër                 | Onderdeel      | Resultaat | Prestatie                                                                         |
| ------------------------ | -------------- | --------- | --------------------------------------------------------------------------------- |
| Tímea Babos              | enkelspel (v)  | 17e       | 1ste ronde: W van KAZ Voskobojeva: 6-4, 6-2 2de ronde: V van GER Kerber: 1-6, 1-6 |
| Ágnes Szávay             | enkelspel (v)  | 33e       | 1ste ronde: V van GBR Baltacha: 3-6, 3-6                                          |
| Tímea Babos Ágnes Szávay | dubbelspel (v) | 17e       | 1ste ronde: V van CZE Hlaváčková / Hradecká 1-6, 7-6(5), 2-6                      |

### Triatlon
| Olympiër      | Onderdeel | Resultaat | Prestatie |
| ------------- | --------- | --------- | --------- |
| Zsófia Kovács | vrouwen   | 51e       | 2:10.39   |

### Waterpolo

#### Mannen
| Olympiër | Onderdeel | Resultaat | Prestatie |
| --- | --------- | --------- | --- |
| Péter Biros Balázs Hárai Norbert Hosnyánszky Tamás Kásás Gergely Kiss Norbert Madaras Viktor Nagy Ádám Steinmetz Zoltán Szécsi Márton Szivós Dániel Varga Dénes Varga Tamás Varga | mannen    | 5e        | groep B: 3de V van Servië: 10-14 V van Montenegro: 10-11 W van Roemenië: 17-15 W van Groot-Brittannië: 17-6 W van Verenigde Staten: 11-6 kwartfinale: V van Italië: 9-11 plaats 5-8: W van Australië: 10-9 plaats 5-6: W van Spanje: 14-8 |

| Groep A |                  |             |             |             |             |        |        |        |        |
| #       | Land             | Wedstrijden | Wedstrijden | Wedstrijden | Wedstrijden | Punten | Punten | Punten | Punten |
| #       | Land             | G           | W           | G           | V           | V      | T      | Saldo  | Punten |
| 1       | Servië           | 5           | 4           | 1           | 0           | 69     | 38     | +31    | 9      |
| 2       | Montenegro       | 5           | 3           | 1           | 1           | 54     | 41     | +13    | 7      |
| 3       | Hongarije        | 5           | 3           | 0           | 2           | 65     | 52     | +13    | 6      |
| 4       | Verenigde Staten | 5           | 3           | 0           | 2           | 43     | 44     | −1     | 6      |
| 5       | Roemenië         | 5           | 1           | 0           | 4           | 48     | 55     | −7     | 2      |
| 6       | Groot-Brittannië | 5           | 0           | 0           | 5           | 28     | 77     | −49    | 0      |

| Ronde       | Datum  | Plaats    | Land  | Score            | Land |
| ----------- | ------ | --------- | ----- | ---------------- | ---- |
| Groepsfase  |        |           |       |                  |      |
| 29 juli     | Londen | Hongarije | 10-14 | Servië           |      |
| 31 juli     | Londen | Hongarije | 10-11 | Montenegro       |      |
| 2 augustus  | Londen | Roemenië  | 15-17 | Hongarije        |      |
| 4 augustus  | Londen | Hongarije | 17-6  | Groot-Brittannië |      |
| 6 augustus  | Londen | Hongarije | 11-6  | Verenigde Staten |      |
| Kwartfinale |        |           |       |                  |      |
| 8 augustus  | Londen | Italië    | 11-9  | Hongarije        |      |
| 5-8ste plek |        |           |       |                  |      |
| 10 augustus | Londen | Hongarije | 10-9  | Australië.       |      |
| 5-6de plek  |        |           |       |                  |      |
| 12 augustus | Londen | Spanje    | 8-14  | Hongarije        |      |

#### Vrouwen
| Olympiër | Onderdeel | Resultaat | Prestatie |
| --- | --------- | --------- | --- |
| Dóra Antal Flóra Bolonyai Barbara Bujka Dóra Csabai Dóra Czigány Rita Drávucz Edina Gangl Rita Keszthelyi Hanna Kisteleki Katalin Menczinger Gabriella Szűcs Orsolya Takács Ildikó Tóth | vrouwen   | 4e        | groep A: 3de V van Verenigde Staten: 13-14 W van China: 11-10 V van Spanje: 11-13 kwartfinale: W van Rusland: 11-10 halve finale: V van Spanje: 9-10 bronzen finale: V van Australië: 11-13 |

| Groep A |                  |             |             |             |             |        |        |        |        |
| #       | Land             | Wedstrijden | Wedstrijden | Wedstrijden | Wedstrijden | Punten | Punten | Punten | Punten |
| #       | Land             | G           | W           | G           | V           | V      | T      | Saldo  | Punten |
| 1       | Spanje           | 3           | 2           | 1           | 0           | 33     | 26     | +7     | 5      |
| 2       | Verenigde Staten | 3           | 2           | 1           | 0           | 30     | 28     | +2     | 5      |
| 3       | Hongarije        | 3           | 1           | 0           | 2           | 35     | 37     | -2     | 2      |
| 4       | China            | 3           | 0           | 0           | 3           | 22     | 29     | -7     | 0      |

| Ronde          | Datum  | Plaats    | Land  | Score            | Land |
| -------------- | ------ | --------- | ----- | ---------------- | ---- |
| Groepsfase     |        |           |       |                  |      |
| 30 juli        | Londen | Hongarije | 13-14 | Verenigde Staten |      |
| 1 augustus     | Londen | Hongarije | 11-10 | China            |      |
| 3 augustus     | Londen | Spanje    | 13-11 | Hongarije        |      |
| Kwartfinale    |        |           |       |                  |      |
| 5 augustus     | Londen | Hongarije | 11-10 | Rusland          |      |
| Halve finale   |        |           |       |                  |      |
| 7 augustus     | Londen | Hongarije | 9-10  | Spanje           |      |
| Bronzen finale |        |           |       |                  |      |
| 9 augustus     | Londen | Australië | 13-11 | Hongarije        |      |

### Wielersport
| Olympiër          | Onderdeel        | Resultaat    | Prestatie      |
| Mountainbike      | Mountainbike     | Mountainbike | Mountainbike   |
| ----------------- | ---------------- | ------------ | -------------- |
| András Parti      | mannen           | DNF          | niet gefinisht |
|                   |                  |              |                |
| Barbara Benkó     | vrouwen          | 27e          | 1:43.24        |
| Weg               |                  |              |                |
| Krisztián Lovassy | wegwedstrijd (m) | DNF          | niet gefinisht |

### Worstelen
| Olympiër           | Onderdeel   | Resultaat   | Prestatie |
| Vrije stijl        | Vrije stijl | Vrije stijl | Vrije stijl |
| ------------------ | ----------- | ----------- | --- |
| Gábor Hatos        | -74kg (m)   | 3 [ 1 ]     | kwalificatie: vrij 1ste ronde: W van CHN Zhang: 3-0 kwartfinale: W van KAZ Shapiyev: 3-0 halve finale: V van IRI Goudarzi: 0-3 bronzen finale: V van UZB Tigiev: 0-3    |
| Dániel Ligeti      | -120kg (m)  | 12e         | kwalificatie: vrij 1ste ronde: V van BLR Shemarov: 1-3 |
|                    |             |             | |
| Marianna Sastin    | -63kg (v)   | 11e         | kwalificatie: W van GBS Mendonca: 3-0 1ste ronde: V van UKR Ostapchuk: 0-3                                                                                              |
| Grieks-Romeins     |             |             | |
| Péter Módos        | -55kg (m)   | Brons       | kwalificatie: vrij 1ste ronde: W van UZB Tasmuradov: 3-0 kwartfinale: V van IRI Sourian: 0-3 herkansingen: W van KGZ Eraliev: 3-0 bronzen finale: W van DEN Nyblom: 3-1 |
| Tamás Lőrincz      | -66kg (m)   | Zilver      | kwalificatie: vrij 1ste ronde: W van GER Stäbler: 3-1 kwartfinale: W van USA Lester: 3-1 halve finale: W van GEO Tskhadaia: 3-0 finale: V van KOR Kim: 0-3              |
| Péter Bácsi        | -74kg (m)   | 14e         | kwalificatie vrij 1ste ronde: V van LTU Kazakevič: 0-3 |
| Mihály Deák Bárdos | -120kg (m)  | 11e         | kwalificatie: W van CHN Liu: 3-1 1ste ronde: V van SWE Eurén: 0-3 |

### Zeilen
| Olympiër        | Onderdeel | Resultaat | Prestatie                                   |
| --------------- | --------- | --------- | ------------------------------------------- |
| Áron Gádorfalvi | rs:x (m)  | 25e       | 187 punten: (34-33-DNF-22-7-21-18-24-3-25)  |
| Zsombor Berecz  | laser (m) | 21e       | 159 punten: (30-34-11-12-34-3-22-14-4-31)   |
|                 |           |           |                                             |
| Diána Detre     | rs:x (v)  | 18e       | 150 punten: (17-16-13-19-16-14-17-18-21-20) |

### Zwemmen
Baanzwemmen
| Olympiër                                                        | Onderdeel             | Resultaat | Prestatie                                                                                       |
| --------------------------------------------------------------- | --------------------- | --------- | ----------------------------------------------------------------------------------------------- |
| Krisztián Takács                                                | 50m vrije slag (m)    | 12e       | serie 6: 4de in 22,19 halve finale 1: 7de in 22,01                                              |
| Dominik Kozma                                                   | 100m vrije slag (m)   | DNS       | serie 5: niet gestart                                                                           |
| Dominik Kozma                                                   | 200m vrije slag (m)   | 10e       | serie 5: 4de in 1.47,18 halve finale 2: 5de in 1.46,93                                          |
| Gergő Kis                                                       | 400m vrije slag (m)   | 6e        | serie 3: 2de in 3.46,77 finale: 6de in 3.47,03                                                  |
| Gergő Kis                                                       | 1500m vrije slag (m)  | 19e       | serie 2: 5de in 15.21,74                                                                        |
| Gergely Gyurta                                                  | 1500m vrije slag (m)  | 12e       | serie 3: 4de in 15.04,22                                                                        |
| Richárd Bohus                                                   | 100m rugslag (m)      | 22e       | serie 3: 5de in 54,84                                                                           |
| Gábor Balog                                                     | 200m rugslag (m)      | 11e       | serie 1: 1ste in 1.56,98 halve finale 2: 5de in 1.57,56                                         |
| Péter Bernek                                                    | 200m rugslag (m)      | 12e       | serie 3: 3de in 1.57,52 halve finale 2: 6de in 1.57,71                                          |
| Dániel Gyurta                                                   | 100m schoolslag (m)   | 4e        | serie 4: 1ste in 59,76 (NR) halve finale 1: 5de in 59,74 (NR) finale: 4de in 59,53 (NR)         |
| Dániel Gyurta                                                   | 200m schoolslag (m)   | Goud      | serie 3: 1ste in 2.08,71 halve finale 2: 1ste in 2.08,32 (2e tijd) finale: 1ste in 2.07,28 (WR) |
| Ákos Molnár                                                     | 200m schoolslag (m)   | 20e       | serie 4: 7de in 2.12,42                                                                         |
| Bence Pulai                                                     | 100m vlinderslag (m)  | 14e       | serie 3: 1ste in 52,19 halve finale 1: 6de in 52,40                                             |
| Bence Biczó                                                     | 200m vlinderslag (m)  | 9e        | serie 4: 3de in 1.56,51 halve finale 2: 5de in 1.55,36                                          |
| László Cseh                                                     | 200m vlinderslag (m)  | 12e       | serie 4: 2de in 1.55,86 halve finale 2: 7de in 1.55,88                                          |
| László Cseh                                                     | 200m wisselslag (m)   | Brons     | serie 3: 1ste in 1.57,20 halve finale 2: 1ste in 1.56,74 finale: 3de in 1.56,22                 |
| Dávid Verrasztó                                                 | 200m wisselslag (m)   | 35e       | serie 5: 8ste in 2.04,53                                                                        |
| László Cseh                                                     | 400m wisselslag (m)   | 9e        | serie 4: 2de in 4.13,40                                                                         |
| Dávid Verrasztó                                                 | 400m wisselslag (m)   | 22e       | serie 3: 6de in 4.18,31                                                                         |
| Gábor Balog Péter Bernek Gergő Kis Krisztián Takács             | 4x100m vrije slag (m) | 14e       | serie 2: 8ste in 3.21,91                                                                        |
| Péter Bernek László Cseh Gergő Kis Dominik Kozma                | 4x200m vrije slag (m) | 8e        | serie 1: 4de in 7.11,64 finale: 8ste in 7.13,66                                                 |
| László Cseh Dániel Gyurta Dominik Kozma Bence Pulai             | 4x100m wisselslag (m) | 5e        | serie 2: 4de in 4.34,44 finale: 5de in 3.33,02                                                  |
| Csaba Gercsák                                                   | 10km open water(m)    | 18e       | 1:51.30,9                                                                                       |
|                                                                 |                       |           |                                                                                                 |
| Eszter Dara                                                     | 50m vrije slag (v)    | DNS       | serie 6: niet gestart                                                                           |
| Eszter Dara                                                     | 100m vrije slag (v)   | 23e       | serie 3: 1ste in 55,37                                                                          |
| Ágnes Mutina                                                    | 200m vrije slag (v)   | 22e       | serie 5: 8e in 1.59,56                                                                          |
| Boglárka Kapás                                                  | 400m vrije slag (v)   | 17e       | serie 5: 7de in 4.10,01                                                                         |
| Éva Risztov                                                     | 400m vrije slag (v)   | 16e       | serie 3: 4de in 4.09,08                                                                         |
| Boglárka Kapás                                                  | 800m vrije slag (v)   | 6e        | serie 4: 2de in 8.26,43 finale: 6de in 8.23,89 (NR)                                             |
| Éva Risztov                                                     | 800m vrije slag (v)   | 13e       | serie 3: 5de in 8.29,06                                                                         |
| Eszter Povázsay                                                 | 100m rugslag (v)      | 37e       | serie 2: 6de in 1.03,55                                                                         |
| Dorina Szekeres                                                 | 200m rugslag (v)      | 35e       | serie 1: 4de in 2.18,16                                                                         |
| Anna Sztankovics                                                | 100 m schoolslag (v)  | 31e       | serie 2: 2de in 1.09,65                                                                         |
| Anna Sztankovics                                                | 200 m schoolslag (v)  | 29e       | serie 1: 2de in 2.29,67                                                                         |
| Liliána Szilágyi                                                | 100m vlinderslag (v)  | 34e       | serie 3: 6e in 1.00,34                                                                          |
| Zsuzsanna Jakabos                                               | 200m vlinderslag (v)  | 7e        | serie 4: 3de in 2.07,79 halve finale 2: 3de in 2.06,82 finale: 7de in 2.07,33                   |
| Katinka Hosszú                                                  | 200m vlinderslag (v)  | 9e        | serie 3: 2de in 2.07,75 halve finale 1: 4de in 2.07,69                                          |
| Katinka Hosszú                                                  | 200m wisselslag (v)   | 8e        | serie 4: 2de in 2.10,68 halve finale 1: 1ste in in 2.10,74 finale: 8ste in 2.14,19              |
| Evelyn Verrasztó                                                | 200m wisselslag (v)   | 9e        | serie 3: 3de in 2.12,17 halve finale 1: 4de in 2.11,53                                          |
| Katinka Hosszú                                                  | 400m wisselslag (v)   | 4e        | serie 3: 2de in 4.33,77 finale: 4de in 4.33,49                                                  |
| Zsuzsanna Jakabos                                               | 400m wisselslag (v)   | 9e        | serie 3: 3de in 4.37,37                                                                         |
| Eszter Dara Ágnes Mutina Éva Risztov Evelyn Verrasztó           | 4x100m vrije slag (v) | 15e       | serie 1: 8ste in 3.44,79                                                                        |
| Katinka Hosszú Zsuzsanna Jakabos Ágnes Mutina Evelyn Verrasztó  | 4x200m vrije slag (v) | 9e        | serie 2: 4de in 7.54,58                                                                         |
| Eszter Dara Zsuzsanna Jakabos Anna Sztankovics Evelyn Verrasztó | 4x100m wisselslag (v) | DSQ       | serie 1: gediskwalificeerd                                                                      |
| Éva Risztov                                                     | 10km open water(v)    | Goud      | 1:57.38,2                                                                                       |

## Trivia
- De discuswerper Zoltán Kővágó werd uitgesloten voor deelnam aan de Spelen, na het weigeren van een dopingtest. Het weigeren van een dopingtest staat gelijk aan een positieve test. Kővágó won voor Hongarije op de Zomerspelen van 2004 nog de zilveren medaille.[2]

Afghanistan · Albanië · Algerije · Amerikaanse Maagdeneilanden · Amerikaans-Samoa · Andorra · Angola · Antigua en Barbuda · Argentinië · Armenië · Aruba · Australië · Azerbeidzjan · Bahama's · Bahrein · Bangladesh · Barbados · België · Belize · Benin · Bermuda · Bhutan · Bolivia · Bosnië en Herzegovina · Botswana · Brazilië · Britse Maagdeneilanden · Brunei · Bulgarije · Burkina Faso · Burundi · Cambodja · Canada · Centraal-Afrikaanse Republiek · Chili · China · Chinees Taipei · Colombia · Comoren · Congo-Brazzaville · Congo-Kinshasa · Cookeilanden · Costa Rica · Cuba · Cyprus · Denemarken · Djibouti · Dominica · Dominicaanse Republiek · Duitsland · Ecuador · Egypte · El Salvador · Equatoriaal-Guinea · Eritrea · Estland · Ethiopië · Fiji · Filipijnen · Finland · Frankrijk · Gabon · Gambia · Georgië · Ghana · Grenada · Griekenland · Groot-Brittannië · Guam · Guatemala · Guinee · Guinee‑Bissau · Guyana · Haïti · Honduras · Hongarije · Hongkong · Ierland · IJsland · India · Indonesië · Irak · Iran · Israël · Italië · Ivoorkust · Jamaica · Japan · Jemen · Jordanië · Kaaimaneilanden · Kaapverdië · Kameroen · Kazachstan · Kenia · Kirgizië · Kiribati · Koeweit · Kroatië · Laos · Lesotho · Letland · Libanon · Liberia · Libië · Liechtenstein · Litouwen · Luxemburg · Macedonië · Madagaskar · Malawi · Maldiven · Maleisië · Mali · Malta · Marshalleilanden · Marokko · Mauritanië · Mauritius · Mexico · Micronesië · Moldavië · Monaco · Mongolië · Montenegro · Mozambique · Myanmar · Namibië · Nauru · Nederland · Nepal · Nicaragua · Nieuw-Zeeland · Niger · Nigeria · Noord-Korea · Noorwegen · Oeganda · Oekraïne · Oezbekistan · Oman · Oostenrijk · Oost-Timor · Pakistan · Palau · Palestina · Panama · Papoea-Nieuw-Guinea · Paraguay · Peru · Polen · Portugal · Puerto Rico · Qatar · Roemenië · Rusland · Rwanda · Saint Kitts en Nevis · Saint Lucia · Saint Vincent en Grenadines · Salomonseilanden · Samoa · San Marino · Sao Tomé en Principe · Saoedi-Arabië · Senegal · Servië · Seychellen · Sierra Leone · Singapore · Slovenië · Slowakije · Soedan · Somalië · Spanje · Sri Lanka · Suriname · Swaziland · Syrië · Tadzjikistan · Tanzania · Thailand · Togo · Tonga · Trinidad en Tobago · Tsjaad · Tsjechië · Tunesië · Turkije · Turkmenistan · Tuvalu · Uruguay · Vanuatu · Venezuela · Verenigde Arabische Emiraten · Verenigde Staten · Vietnam · Wit-Rusland · Zambia · Zimbabwe · Zuid-Afrika · Zuid-Korea · Zweden · Zwitserland · Onafhankelijke atleten